# Les Nouvelles Aventures de Merlin l'Enchanteur
Pour plus de détails, voir Fiche technique et Distribution.
Les Nouvelles Aventures de Merlin l'Enchanteur (Merlin's Shop of Mystical Wonders) est un film américain réalisé par Kenneth J. Berton, sorti en 1996 et mettant en vedette Ernest Borgnine.
En dépit de ce que le titre pourrait laisser entendre, c'est un film d'horreur plutôt qu'un film fantastique adapté aux enfants. Borgnine joue un grand-père qui raconte à son fils une histoire de Merlin l'enchanteur ouvrant un magasin dans l'Amérique moderne. Il lui raconte deux histoires distinctes sur Merlin et le magasin. L'un des deux sketches composant le film est une version raccourcie du film Le Singe du diable (1984).

## Fiche technique
- Titre : Les Nouvelles Aventures de Merlin l'enchanteur
- Titre original : Merlin's Shop of Mystical Wonders
- Réalisation : Kenneth J. Berton
- Scénario : Kenneth J. Berton
- Musique : Todd Hayen et Frank Macchia
- Photographie : Michael Gfelner et Tony Martin
- Montage : Kenneth J. Berton
- Production : Kenneth J. Berton
- Société de production : Berton Films et Brencam Entertainment
- Pays :  États-Unis
- Genre : Fantasy et horreur
- Durée : 92 minutes
- Dates de sortie : 
  -  États-Unis : 27 août 1996

## Distribution
- Ernest Borgnine : le grand-père
- George Milan : Merlin
- Bunny Summers : Zurella
- John Terrence : Jonathan Cooper
- Patricia Sansone : Madeline Cooper
- Mark Hurtado : le petit-fils
- Nicholas Noyes : Nicholas
- Hillary Young : la mère de Nicholas